# Feinsilber

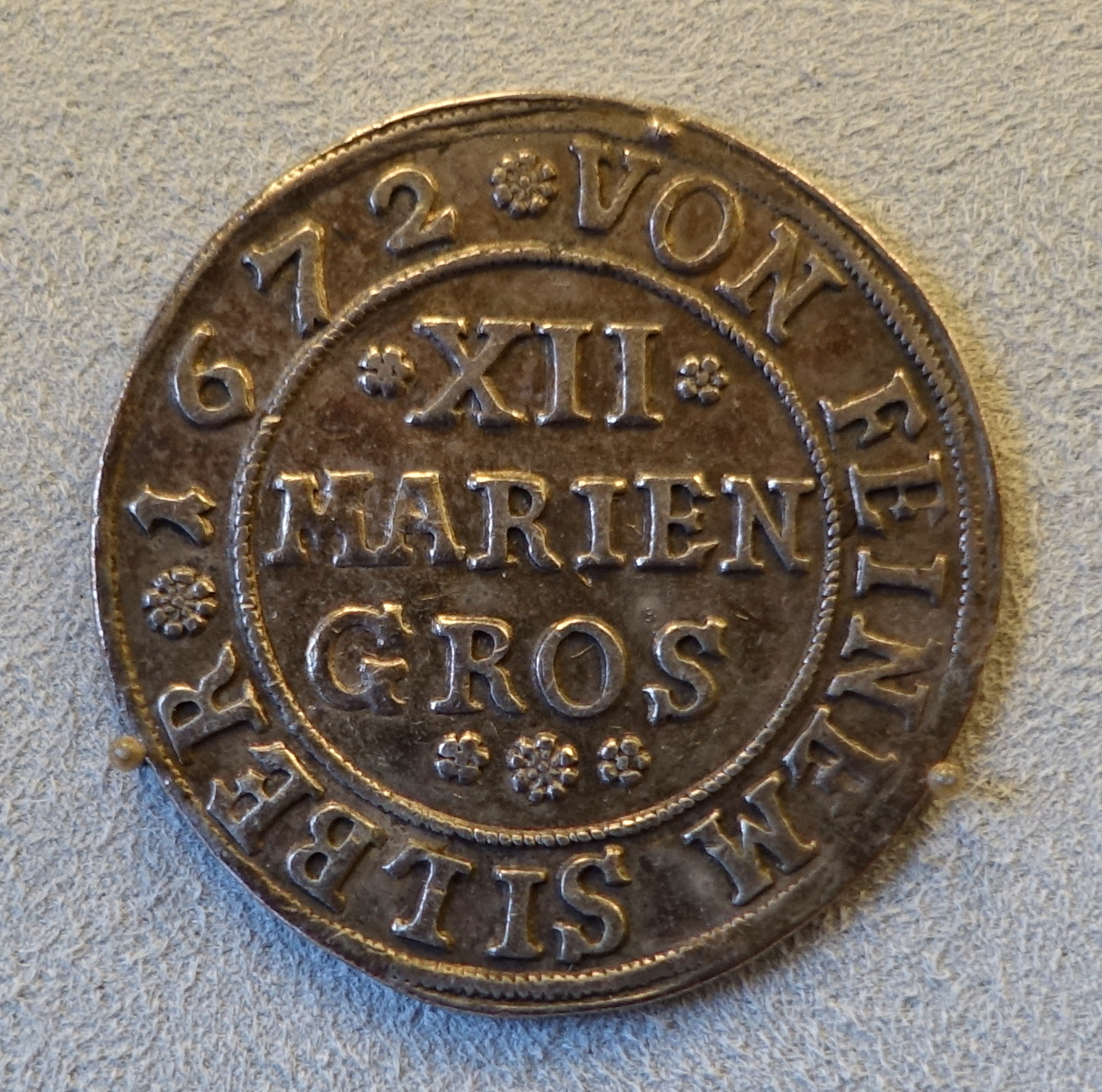
„VON FEINEM SILBER“: 12 Mariengroschen, 1672;
Münzmeister Andreas Scheele; Exponat im Bode-Museum, Berlin

Feinsilber ist die Bezeichnung für chemisch reines Silber. Es wird mit 999,9/1000, 999,9 ‰ bzw., vor 1871, als 16-lötiges Silber bezeichnet bzw. so gestempelt. Das nach der Verhüttung und Seigerung erhaltene Feinsilber wird als Ausgangsmetall für die Münzprägung und die Schmuckindustrie verwendet (siehe Feingehalt).
Auf vielen Münzen des 17. und 18. Jahrhunderts findet sich dieser Begriff als „Feinsilber“, „feines Silber“ oder „Silber fein“ im Gepräge zur Abgrenzung gegenüber den unterwertigen Scheidemünzen. Viele Münzen aus den Feudalstaaten Braunschweig-Lüneburg sowie dem Harzraum um Goslar weisen diese Bezeichnung als Gütemerkmal aus.